# Шах-Расул
Шах-Расул (перс. شاه رسول) — село в Ірані, у дегестані Тула-Руд, в Центральному бахші, шагрестані Талеш остану Ґілян. За даними перепису 2006 року, його населення становило 58 осіб, що проживали у складі 13 сімей.

## Клімат
Середня річна температура становить 9,36°C, середня максимальна – 24,79°C, а середня мінімальна – -7,82°C. Середня річна кількість опадів – 392 мм.
| Клімат поселення                              | Клімат поселення | Клімат поселення | Клімат поселення | Клімат поселення | Клімат поселення | Клімат поселення | Клімат поселення | Клімат поселення | Клімат поселення | Клімат поселення | Клімат поселення | Клімат поселення | Клімат поселення |
| Показник                                      | Січ.             | Лют.             | Бер.             | Квіт.            | Трав.            | Черв.            | Лип.             | Серп.            | Вер.             | Жовт.            | Лист.            | Груд.            |                  |
| Середній максимум, °C                         | 4,36             | 4,81             | 7,40             | 13,65            | 19,12            | 23,15            | 24,79            | 24,49            | 20,53            | 16,77            | 10,99            | 5,54             |                  |
| Середня температура, °C                       | −1,74            | −1,27            | 1,30             | 7,56             | 13,03            | 17,06            | 20,34            | 20,03            | 16,09            | 12,32            | 6,54             | 1,09             |                  |
| Середній мінімум, °C                          | −7,82            | −7,37            | −4,8             | 1,49             | 6,94             | 10,97            | 15,87            | 15,58            | 11,62            | 7,86             | 2,08             | −3,37            |                  |
| Норма опадів, мм                              | 31               | 31               | 48               | 52               | 46               | 21               | 13               | 13               | 26               | 43               | 33               | 35               |                  |
| Середньомісячна швидкість вітру, м/с          | 2.09             | 2.50             | 2.56             | 2.71             | 2.23             | 2.06             | 2.32             | 2.20             | 1.86             | 2.00             | 2.14             | 2.01             |                  |
| Середньомісячна сонячна радіація, кДж/м²·день | 7244             | 9826             | 12103            | 16172            | 19996            | 22870            | 23529            | 20083            | 17011            | 11967            | 8800             | 6874             |                  |
| --------------------------------------------- | ---------------- | ---------------- | ---------------- | ---------------- | ---------------- | ---------------- | ---------------- | ---------------- | ---------------- | ---------------- | ---------------- | ---------------- | ---------------- |
| Джерело:                                      |                  |                  |                  |                  |                  |                  |                  |                  |                  |                  |                  |                  |                  |